# Conjecture d'Artin sur les racines primitives
Pour les articles homonymes, voir Conjecture d'Artin.
En théorie des nombres, la conjecture d'Artin est une conjecture sur la densité asymptotique relative de l'ensemble des nombres premiers modulo lesquels un entier relatif a donné est une racine primitive, dans l'ensemble des nombres premiers.
En termes simplistes, la conjecture d'Artin affirme que a est générateur pour environ 37 % des nombres premiers.

## Formulation
Plus précisément, notons S(a) l'ensemble des nombres premiers p tels que {\displaystyle a\geqslant 2} engendre (ℤ/pℤ)* : p est une nombre premier long en base {\displaystyle a}. Dans son journal, Helmut Hasse mentionne qu'Emil Artin lui a communiqué le 27 septembre 1927 la conjecture suivante (nous donnons ici une formulation plus précise due à Derrick Lehmer) :
Supposons que a est différent de {\displaystyle p-1} (cas peu intéressant car S(a) est alors inclus dans {2, 3}) et n'est pas un carré, et notons c sa partie sans facteur carré. Alors : 
1. S(a) a une densité strictement positive parmi l'ensemble des nombres premiers (cela implique en particulier que S(a) est infini).
2. Si a n'est pas une puissance parfaite et si c n'est pas congru à 1 modulo 4 (suite A085397 de l'OEIS), cette densité est indépendante de a et égale à la constante d'Artin[2], qui s'exprime sous la forme du produit infini suivant :{\displaystyle A(a)=A=\prod _{p\ \mathrm {premier} }\left(1-{\frac {1}{p(p-1)}}\right)=0{,}3739558136\ldots }.Voir les décimales de cette constante comme suite A005596 de l'OEIS.
3. Si a n'est pas une puissance parfaite et si c est congru à 1 modulo 4, alors la constante est multipliée par un autre produit, où μ désigne la fonction de Möbius[2],[3] :{\displaystyle A(b^{2}c)=\left(1-\prod _{q\ \mathrm {premier} ,\ q\mid c}{\frac {1}{1+q-q^{2}}}\right)\times A=\left(1-\mu (c)\prod _{q\ \mathrm {premier} ,\ q\mid c}{\frac {1}{q^{2}-q-1}}\right)\times A}.
4. Si a = bk, alors la densité est multipliée par un facteur faisant intervenir la fonction multiplicative v définie par : v(qn) = q(q – 2)/(q2 – q – 1) pour tout nombre premier q :{\displaystyle A(b^{k})=v(k)\times A(b)}.

## Exemples
Par exemple, pour a = 2, la conjecture affirme que l'ensemble S(2) des nombres premiers p pour lesquels 2 est une racine primitive a la densité A. Cet ensemble correspond à la suite A001122 de l'OEIS :S(2) = {3, 5, 11, 13, 19, 29, 37, 53, 59, 61, 67, 83, 101, 107, 131, 139, 149, 163, 173, 179, 181, 197, 211, 227, 269, 293, 317, 347, 349, 373, 379, 389, 419, 421, 443, 461, 467, 491, …}.Il a 38 éléments plus petits que 500 et il y a 95 nombres premiers plus petits que 500. La proportion est donc 38/95 = 2/5 = 0,4 (et la conjecture affirme que cette proportion tend vers A).
Pour a = 10, l'ensemble S(10) est formé des nombres premiers p dits « longs », dont l'écriture décimale de l'inverse a une période maximale, de longueur p – 1, comme 7 dont l'inverse est 0,142857.
Cet ensemble correspond à la suite A006883 de l'OEIS : S(10) = { 7, 17, 19, 23, 29, 47, 59, 61, 97, 109, 113, 131, 149, 167, 179, 181, 193, 223, 229, 233, 257, 263, 269, 313, 337, 367, 379, 383, 389, 419, 433, 461, 487, 491, 499…} dont la partie inférieure à 500 a une densité 35/95 = 0,368….

## Preuves partielles
En 1967, Christopher Hooley a publié une démonstration reposant sur l'hypothèse de Riemann généralisée, (dont la véracité n'est pas à ce jour établie). En 1984, Rajiv Gupta et M. Ram Murty ont démontré (indépendamment de toute hypothèse) que la conjecture d'Artin est vraie pour un nombre infini de valeurs de a, en utilisant une méthode de crible. Roger Heath-Brown a amélioré ce résultat en montrant qu'il y a au plus deux  trublions. Ce résultat n'est pas une démonstration constructive et on ne connaît donc pas la valeur de ces trublions. Ainsi, si l'on considère a = 3, 5 ou 7, le théorème de Heath-Brown nous dit que la conjecture est vraie pour au moins l'une de ces valeurs, mais on ne sait pas dire laquelle. À ce jour, il n'y a d'ailleurs pas une seule valeur de a pour laquelle nous ayons une démonstration que S(a) est infini.